# Rozwiedźmy się

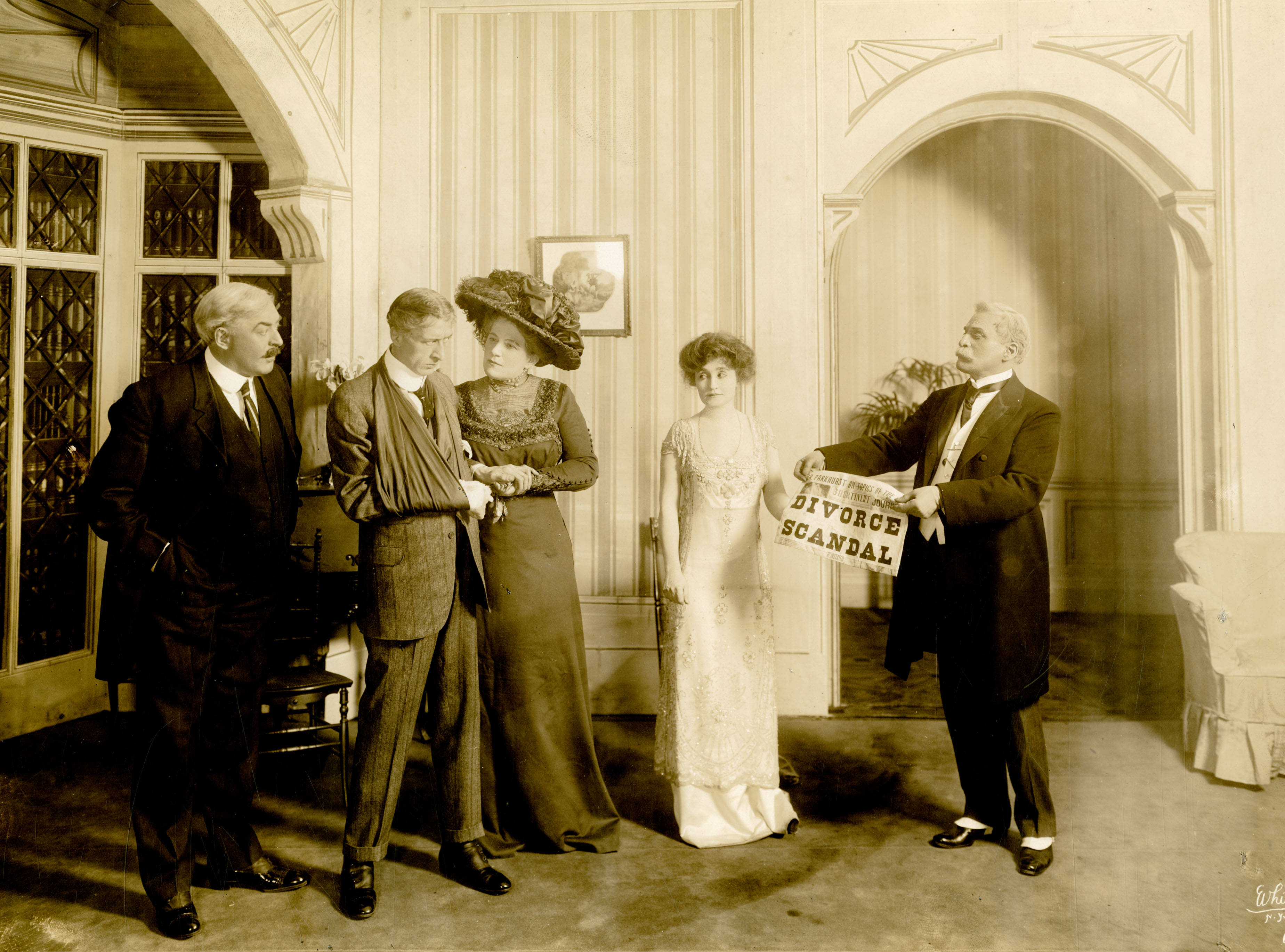
Inscenizacja Divorçons! w Teatrze Moore w Seattle (1908).

Rozwiedźmy się (fr. Divorçons!) – komedia Victoriena Sardou w trzech aktach napisana we współpracy z Émilem de Najac'em w 1880. Prapremiera odbyła się 6 grudnia 1880 w Paryżu.

## Treść
Tematyka utworu odnosi się do aktualnych wydarzeń: projekt prawa o rozwodach został przedstawiony w parlamencie francuskim w okresie poprzedzającym powstanie sztuki. Główną bohaterką jest znudzona mężem Cyprianna de Prunelles. Cyprianna decyduje się na rozwód z nudnym mężem dla kochanka (Ademara de Gratignana), którego główną zaletą jest fakt, że jest nowy, nieznany i tajemniczy. Wygląda już na to, że marzenie ma się ziścić. Kiedy jednak kochanek ma stać się mężem, okazuje się, że sama Cyprianna zupełnie traci nim zainteresowanie i staje się znów zazdrosna o pierwszego męża. Wszystko kończy się czułym pojednaniem małżonków.

## Ekranizacje
Na motywach utworu Victoriena Sardou powstał film niemy pt. Let's Get a Divorce (1918, reż. Charles Giblyn), a także dwa filmy produkcji węgierskiej pt. Váljunk el (1916 oraz 1978).

## Rozwiedźmy sięw Polsce

### Przekłady
Sztukę na użytek teatrów przełożyli na język polski m.in.: St. Jasiński, H. Nowakowski, G. Czernicki, K. Podwysocki, M. Chrzanowski, W. Bobrowski, L. Sygietyński, G. Gwozdecki, C. Dobrzańska, A. Ziółkowski i J. Zieliński.

### Inscenizacje
Premiera polska odbyła się w Warszawie w 1881 r. Następnie sztuka zyskała popularność na scenach we Lwowie (1881), w Krakowie (1881) i Łodzi (1885, 1886). Sztukę wystawiano także w warszawskich teatrach ogródkowych "Alhambra" (1881) i Bellevue (1882) oraz w zespołach teatrów prowincjonalnych m.in. w Radomiu, Kielcach i Piotrkowie. W XX w. utwór wystawiano m.in. w:
- teatrze poznańskim (1903)
- Teatrze Nowym im. Heleny Modrzejewskiej w Poznaniu (1925, reż. Ryszard Wasilewski)
- Teatrze Małym (scena Teatru Polskiego w Warszawie) (1938, reż. Aleksander Węgierko)
- Teatrze 7.15 w Łodzi (1959, reż. Zbigniew Koczanowicz)
- Teatrze Dramatycznym im. Aleksandra Węgierki w Białymstoku (1966, reż. Jerzy Zegalski)

### Odtwórcy głównych ról (wybór)
W roli Cyprianny de Prunelles wystąpiły m.in. Wilhelmina Bauman, Antonina Hoffman, Helena Modrzejewska, Julia Otrembowa i Gabriela Zapolska. W roli Ademara wystąpili m.in. Ludwik Solski i Adolf Walewski, natomiast w roli pana de Prunelles: Apollo Lubicz, Bolesław Ładnowski i Roman Żelazowski. 